# Митт, Ар Джей
Рой Фрэнк «Ар-Джей» Митт III; англ. Roy Frank «RJ» Mitte III; род. 21 августа 1992, Лафайетт, Луизиана, США) — американский актёр кино и телевидения, наиболее известный ролью Уолтера Уайта-младшего в телесериале «Во все тяжкие». Как и его герой в сериале «Во все тяжкие», Митт страдает детским церебральным параличом. Из-за ДЦП сигналы от мозга доходят медленнее, так как при рождении его мозг был повреждён в результате недостатка кислорода. В результате его опорно-двигательный аппарат и способность контролировать свои мышцы были нарушены. Например, рука неконтролируемо дёргается.

## Биография
Рой Фрэнк Митт родился в 1992 году в городе Лафайетт, штат Луизиана, а в 2006-м переехал вместе с семьёй в Лос-Анджелес, где его младшая сестра Ласианн Каррье (англ. Lacianne Carriere) получила предложение на роль в фильме. После получения нескольких небольших эпизодических ролей, в том числе в диснеевском сериале «Ханна Монтана», он заинтересовался кино и решил брать уроки актёрского мастерства. Вскоре ему предложили сниматься в сериале телеканала AMC «Во все тяжкие» в роли Уолтера Уайта-младшего, который также имеет церебральный паралич.
Хотя он должен был учиться использовать костыли и произносить нечленораздельно текст для роли в сериале, в действительности он занимается физио- и трудотерапией ежедневно, чтобы преодолеть эффекты умеренного случая церебрального паралича.
В 2011 году он сыграл главную роль в короткометражном фильме ужасов «Штамп». В том же году он выступал в качестве исполнительного продюсера документального фильма «Исчезла: История Тары Калико», который связан с исчезновением американки Тары Калико, которая пропала без вести в Нью-Мексико в 1988 году.
Митт является представителем кампании «Привлечение в искусство и СМИ людей с ограниченными возможностями» (англ. Inclusion in the Arts and Media of People With Disabilities (I AM PWD), в которой трудоустраивают людей с ограниченными возможностями.
В 2013 году Митт снялся в триллере «Дом забытых вещей». В том же году Митт появился в клипе Dead bite американской рэп-рок-группы «Hollywood Undead», в клипе «Party Like Tomorrow Is The End Of The World» глэм-метал группы Steel Panther и клипе на песню «If I Get High» группы Nothing But Thieves
После окончания работы над сериалом «Во все тяжкие» Митт начал работать над другими проектами. В ноябре 2013 года принял участие в съёмках фильма «Полевые цветы», главную роль в котором сыграет Фрэнсис Фишер. Сестра Митта также снималась в этом фильме. Ар-Джей является одним из продюсеров проекта. В апреле 2021 года на экраны вышел фильм «Триумф», в котором Митт сыграл главную роль.

## Фильмография
| Год       | Название                               | Оригинальное название             | Роль                        | Примечание                                                                                           |
| --------- | -------------------------------------- | --------------------------------- | --------------------------- | --- |
| 2007      | Ханна Монтана                          | Hannah Montana                    | Джок                        | Эпизод: «Schooly Bully», не указан в титрах                                                          |
| 2011      | Штамп                                  | Stump                             |                             | Короткометражный фильм                                                                               |
| 2008-2013 | Во все тяжкие                          | Breaking Bad                      | Уолтер «Флинн» Уайт-младший | 47 эпизодов Премия Гильдии киноактёров США за лучший актёрский состав в драматическом сериале (2014) |
| 2013      | Вегас                                  | Vegas                             | Расс Остер                  | Эпизод: «Paiutes»                                                                                    |
| 2013      | Дом забытых вещей                      | House Of Last Things              | Тим                         | |
| 2014      | Их перепутали в роддоме                | Switched at Birth                 | Кэмпбелл                    | 9 эпизодов                                                                                           |
| 2015      | Диксиленд                              | Dixieland                         | Си-Джей                     | |
| 2016      | Требуется водитель                     | Who’s Driving Doug                | Даг                         | |
| 2016      | Робоцып                                | Robot Chicken                     | Уолтер Уайт-младший (голос) | Эпизод: «Food»                                                                                       |
| 2017      | Отзыв                                  | The Recall                        | Брендан                     | |
| 2017      | Остров знаменитостей с Беаром Гриллсом | Celebrity Island with Bear Grylls | Участник шоу                | 2-й сезон (2 эпизода)                                                                                |
| 2017      | Шанс                                   | Chance                            | Пациент на собрании         | Эпизод: «he Collected Works of William Shakespeare»                                                  |
| 2018      | Таймшер                                | Time Share                        | Том                         | |
| 2018      | Красная река                           | River Runs Red                    | Офицер Томас                | |
| 2019      | Стендап по дружбе                      | Standing Up for Sunny             | Тревис                      | |
| 2019      | А теперь — апокалипсис                 | Now Apocalypse                    | Лейф                        | Повторяющаяся роль                                                                                   |
| 2021      | Триумф                                 | Triumph                           | Майк                        | |
| 2023      | Невидимое зло                          | The Unseen                        | Томми Олсон                 | |

## Музыкальное видео
| Год  | Исполнитель         | Название песни                                | Роль    |
| ---- | ------------------- | --------------------------------------------- | ------- |
| 2013 | Hollywood Undead    | «Dead Bite»                                   | Ребёнок |
| 2013 | Steel Panther       | «Party Like Tomorrow is the End of the World» |         |
| 2016 | Nothing But Thieves | «If I Get High»                               |         |
| 2016 | 3 Doors Down        | «In the Dark»                                 |         |

## Премии и номинации
| Год  | Премия                         | Категория                                                                              | Фильм/Сериал  | Результат |
| ---- | ------------------------------ | -------------------------------------------------------------------------------------- | ------------- | --------- |
| 2011 | Премия Гильдии киноактёров США | За лучший актёрский состав в драматическом сериале                                     | Во все тяжкие | Номинация |
| 2012 | Премия Гильдии киноактёров США | За лучший актёрский состав в драматическом сериале                                     | Во все тяжкие | Номинация |
| 2012 | Премия «Молодой актёр»         | Лучшему молодому актёру, периодически появляющемуся в сериале (в возрасте от 17 до 21) | Во все тяжкие | Номинация |
| 2013 | Премия «Media Access»          | Премия имени Гарольда Рассела                                                          | Во все тяжкие | Победа    |
| 2013 | Премия Гильдии киноактёров США | За лучший актёрский состав в драматическом сериале                                     | Во все тяжкие | Победа    |